# Imperfectum
Imperfectum в латинском языке — прошедшее длительного вида, которое употребляется для выражения действия, которое является современным другому прошедшему действию. Данное время может также выражать действие, которое ранее являлось обыкновенным явлением; в этом случае латинский имперфект соответствует греческому имперфекту и русскому прошедшему длительного вида.
Имперфект образуется от основы инфекта.